# Klibur Oan Timor Asuwain
Stowarzyszenie Timorskich Bohaterów (tetum Klibur Oan Timor Asuwain; port. Associação dos Heróis Timorenses) – timorska partia polityczna o profilu konserwatywnym.

## Historia
Ugrupowanie pierwotnie powstało 20 listopada 1974 roku ze Stowarzyszenia Monarchistów Timorskich. Początkowo KOTA opowiadała się za utrzymaniem ścisłych więzów politycznych z Indonezją i występowała przeciwko niepodległościowym, lewicowym ugrupowaniom timorskim. Z biegiem czasu w ugrupowaniu większe znaczenie uzyskał nurt niepodległościowy, dążący do uzyskania niezależności od Indonezji przy jednoczesnym zachowaniu powiązań z Portugalią. Po aneksji Timoru Wschodniego przez Indonezję w 1976 roku, część liderów ugrupowania opuściła kraj, zaś samo ugrupowania faktycznie zakończyło swoją działalność.
Partia została reaktywowana w 2000 roku i opowiada się tradycyjnym systemem monarchicznym, przy jednoczesnym poszanowaniu dla systemu demokratycznego i praw człowieka.

## Wyniki wyborcze
W wyborach parlamentarnych w 2001 partia zdobyła 2,13% poparcia i 2 mandaty parlamentarne.
W kolejnych wyborach zorganizowanych w 2007 roku, partia w koalicji z Ludową Partią Timoru Wschodniego uzyskała 3,20% poparcia zdobywając dwa miejsca w parlamencie. W wyborach w 2012 roku, KOTA wraz z ugrupowaniem Trabalhista tworzyły koalicję wyborczą która uzyskała 0,56% głosów. W kolejnych wyborach w 2017 roku, ugrupowanie nie wystawiło swojej listy wyborczej.
| Wybory | Poparcie | Zmiana punktów procentowych | Mandaty | Zmiana |
| ------ | -------- | --------------------------- | ------- | ------ |
| 2001   | 2,13%    | –                           | 2       | –      |
| 2007   | 3,2%     | 1,07                        | 0       | –      |
| 2012   | 0,56%    | 2,64                        | 0       | 2      |